# Kapanga
Kapanga es un grupo musical argentino de cuarteto, rock y ska. Formado en el año 1995, en la ciudad de Quilmes, Provincia de Buenos Aires. 
La música del grupo es una fusión de géneros donde predominan los ritmos alegres y bailables. De ahí que es frecuente que sus recitales se asemejen a "fiestas". El cantante, Martín Fabio, dice “para mí la parte musical con Kapanga es fiesta siempre; son muchos, muchos shows”.

## Historia

### Comienzos
En 1989, Martín "Mono" Fabio y Marcelo "Balde" Spósito formaban Kapanga y sus Yacarés, en honor a Kapanga el Misionero, personaje de Titanes en el Ring. Foco en teclados, Pablo Monteagudo en batería, el Negro Collet en percusión, Juanjo en pandereta y Polvorita en guitarra completaban esa primera formación. 
Esa primera etapa transcurrió animando fiestas privadas e interpretando canciones de La Mona Jiménez. En 1995 volvieron a juntarse y acortaron el nombre a Kapanga. La nueva formación era "Mono" Fabio (voz), "Balde" Spósito (bajo y coros), "Maikel" De Luna Campos (guitarras y coros), Claudio Maffia (batería y coros) y Mariano "Príncipe" Arjones (teclados).
El productor Amilcar Gilabert, les facilitó grabar su primer disco prestándoles el dinero en 1996 y recuperándose cuando el disco fuera vendido. La compañía EMI, se interesó en la nueva banda y les pidió algunos temas más. Es así como nació «El mono relojero» , que les permitió cerrar contrato con dicha compañía. 

### A 15 centímetros de la realidad
En 1997 editaron su primer álbum, A 15 cm de la realidad, que incluye los éxitos musicales "Me Mata", "Agujita de Oro" (cover de La Mona Jiménez), "Ramón" y "El Mono Relojero", entre otros. Con su debut discográfico, Kapanga consiguió ser el único grupo nacional que pudo obtener un disco de oro en 1998, tras vender más de 32 mil copias en menos de un año. En el mes de diciembre de ese año, el suplemento Sí del Diario Clarín les otorgó el premio al Grupo Revelación. También en 1998 la banda ganó el premio Carlos Gardel al grupo revelación.
Su música mezcla el rock and roll con cuarteto. En sus inicios comenzaron tocando canciones de la Mona Jiménez. Respecto a esto, existe una anécdota:

"La primera vez que todos los Kapanga fuimos a un baile en Córdoba, la Mona Jiménez me invitó a cantar, pero cuando subí al escenario, los diez mil cordobeses que estaban en el Superdeportivo me empezaron a cantar: "Porteño hijo de puta"... ¡y yo me quería matar!. Ahí la Mona agarró el micrófono y les dijo: "No loco, este chabón es de provincia, grabó un disco con una banda que se llama Kapanga y tienen cinco temas míos. Ahora va a cantar uno conmigo". Desde esa noche, el romance de Kapanga con Córdoba es cada vez más fuerte"
[cita requerida]

Cuando todos se preguntan a que género responde Kapanga estos dicen:

"La banda está en contra de las etiquetas; la música es una sola y lo demás son géneros, nosotros combinamos todo sin prejuicios". Es que "la banda tiene muchas influencias, pero las que compartimos todos son Los Beatles, Mano Negra, Divididos o Bob Marley"
[cita requerida]

### Un asado en Abbey Road
Hacia fines de 1999 editaron Un asado en Abbey Road, el segundo disco, en el cual se destaca la participación de importantes músicos invitados, de la talla de Ricardo Mollo, (Divididos) en guitarra y voz del tema "Demasiado", Andrés Giménez (A.N.I.M.A.L.), voz en "Indultados", y el coro de Súper Ratones en "Quiero llenarte de mí", más la participación especial de Alejandro Naggy (la voz de FM Rock&Pop y confeso fanático de la banda) en la introducción del CD.
En mayo del mismo año realizaron una gira por Estados Unidos, donde participaron, con gran aceptación del público, del Festival Argentino de Miami, para luego proseguir por las ciudades de Washington D. C. , Los Ángeles, Nueva York y nuevamente Miami. Gracias a la buena repercusión de esta gira fueron invitados en el mes de julio a un festival de rock en el anfiteatro Luis Muñoz Marín, de Puerto Rico, junto con Los Fabulosos Cadillacs y dos bandas locales. 

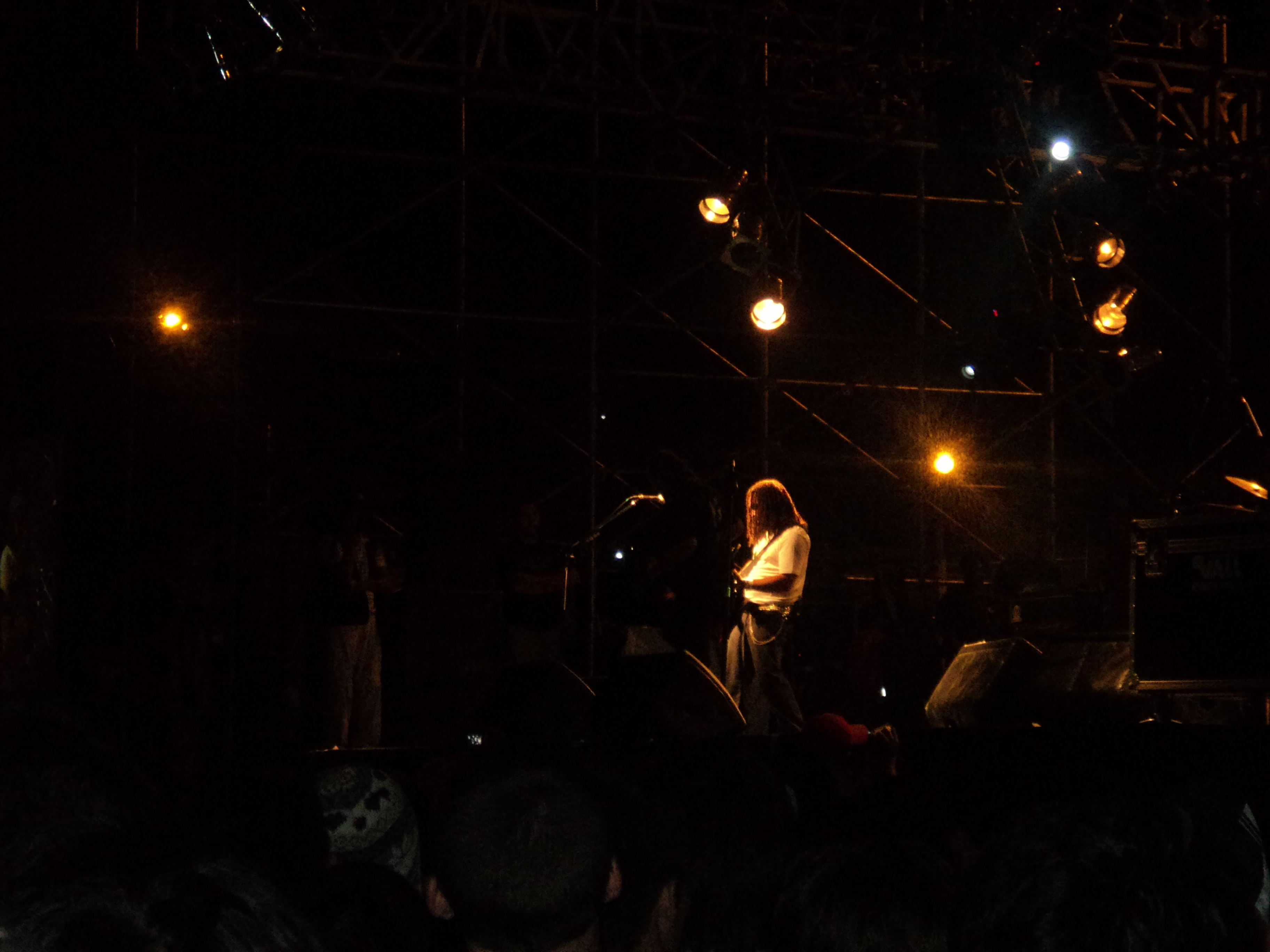
Maikel «el músico ligero» en pleno recital de la banda.

### Operación rebenque
Ya instalados en la cultura popular, en el año 2000 la banda de Quilmes presentó su tercer álbum, llamado Operación Rebenque. Esta obra cuenta con el verdadero estilo definido "a lo Kapanga", ya que en ella se fusionan el cuarteto, el rock, el reggae, el heavy y el candombe. Este álbum cuenta con un invitado de lujo como es Adrián Dárgelos de Babasonicos en la psicodélica "Bailarín asesino". También participa el ex Divididos Jorge Araujo en un separador instrumental llamado "Gracias Marcelo". En enero del año 2000 se presentaron en el estadio de River Plate frente a más de 50 mil personas, en el marco del ciclo "Argentina en Vivo", compartiendo el escenario con Los Auténticos Decadentes y la Mona Jiménez, en lo que fue una noche consagratoria para la banda.
Durante el año 2000, Kapanga inició una gira por Europa, tocando en lugares poco comunes para el grupo, como en bares de Alemania y República Checa, entre otros países. Tras un impasse y varias idas y vueltas, al llegar de una gira en Puerto Rico que se denominó “Gira Asesina”, la banda llegó con un nuevo disco ya “armado” y con muchas expectativas de grabarlo y volver a sonar con algo nuevo después de estar dos años fuera del ruedo comercial. La distancia con EMI, que les pidió[cita requerida] que “aguantaran” para volver a grabar, hizo que ellos se desprendieran y que la compañía les devolviera el contrato para marcar el fin del ciclo Kapanga-EMI.

### Botánika
En ese momento, con una producción propia e independiente llegaron al sello Tocka Discos, lanzando para ellos el disco Botánika, el cual innova en géneros que Kapanga logró unir con muchos recitales de experiencia. Es así como llegó Walter Meza de Horcas a ponerle voz a “Angus Young” y la participación de Eduardo Schmidt (ex Árbol) con su violín en "Claro de luna" y "Volá de acá". Participaron también en festivales de rock como Quilmes Rock, San Pedro Rock o Baradero, presentándose con mucho éxito. 

### ¡Esta!
Llegado el año 2004 y con una cosecha de éxitos y reconocimientos en todo el país, Kapanga editó bajo el sello Pop Art su siguiente disco, denominado ¡Esta!, el cual presenta un sonido diferente pero a la vez popular. Nuevas muestras de mezclas bien logradas son el ingrediente esencial de esta nueva producción del quinteto de Quilmes. Las partes fuertes de este disco cuentan con Andrés Ciro Martínez como invitado en "Postal", Mimi Maura y nuevamente Schmidt y su violín en "El beso del adiós".

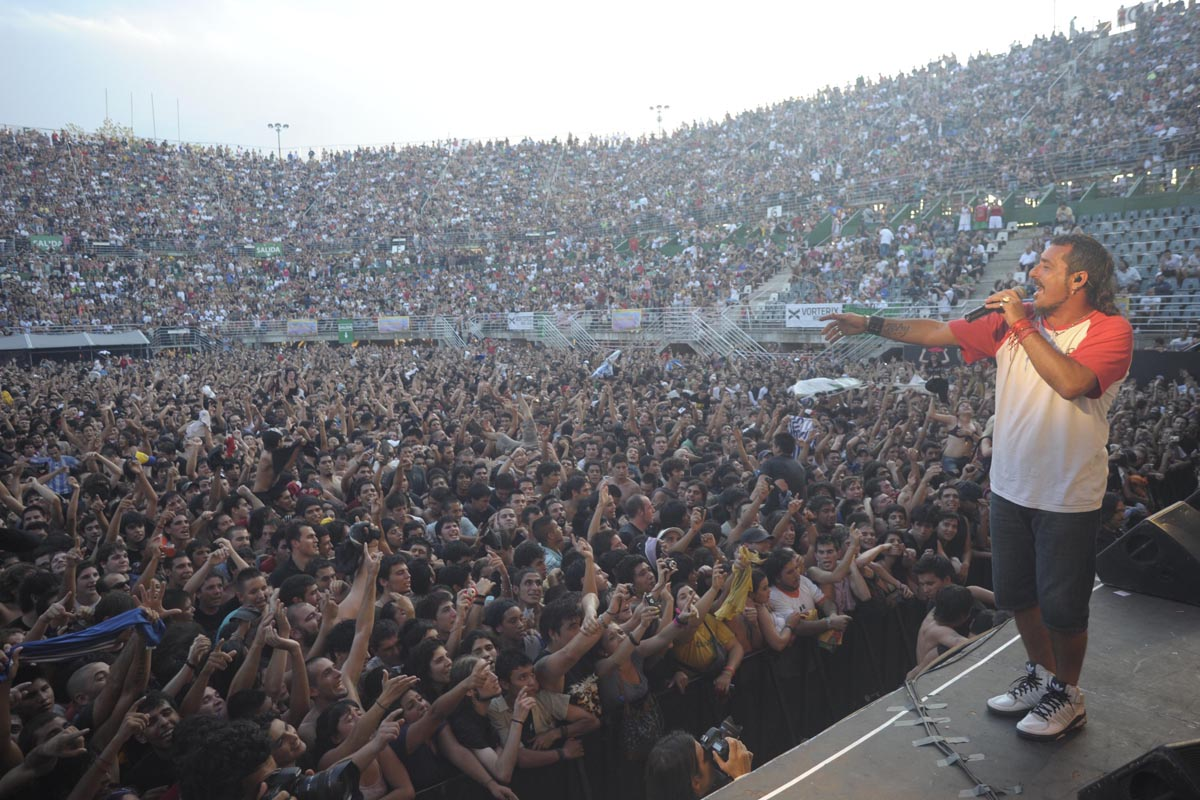
Martín Fabio, vocalista de la banda en 2012.

Llegado el mes de septiembre en el año 2006, el grupo volvió a los estudios de Tocka Discos y Farsa Producciones para crear su nuevo álbum Kapangstock, conformado por un DVD y un CD. Este se basa en un recorrido por los recitales de la presentación y despedida de ¡Esta!, y del Pepsi Music 2005, realizados en el Estadio Obras Sanitarias y del Festival del Río Seco en el anfiteatro Ramón Abrego de la ciudad de San Luis entre julio de 2005 y mayo de 2006.

### Crece
Promediando el 2007, Marcelo Sposito se vio impedido por problemas físicos de continuar tocando el bajo, pero se mantuvo en la estructura de la banda como compositor. En su reemplazo en el instrumento ingresó Javier Manera. La banda desembarcó en el Luna Park el día 17 de mayo de 2008 para la presentación de su séptimo disco, denominado Crece. En el Quilmes Rock de 2009, Kapanga realizó un homenaje a Charly García cantando el clásico "Seminare".

### Todoterreno,LimayMotormusica
En 2009 salió su octavo trabajo, titulado Todoterreno. Consiste de una producción típica de Kapanga, en donde vuelven a mostrar canciones cuarteteras, melódicas y roqueras. A finales de ese año, la banda presentó su primera incursión en la pantalla grande, con el estreno de Todoterreno, la película. Con buenas críticas,[cita requerida] es un largometraje cómico, en donde un grupo de albañiles (actuado por los integrantes de la banda) decide abandonar su empleo para cumplir su sueño de vivir de la música y el asado. En ella, participaron actores de la talla de Pablo Echarri y tuvo las participaciones especiales de Ricardo Iorio, Pablo Lescano, Alfonso Crispino (conocido por el personaje de Flavio Pedemonti), Vicente Viloni y Flavio Cianciarulo. El 16 de abril de 2010, Kapanga presentó Todoterreno nuevamente en el mítico estadio Luna Park, en lo que se llamó "El segundo alunizaje". A comienzos de 2011, en el Jamboree del Centenario Scout realizado en Parque Camet, Mar del Plata, que fue el 100° Aniversario desde que se formó Scouts de Argentina, Kapanga cerró el evento el 21 de enero ante 16.000 scouts.
El 25 de octubre de 2012 salió al mercado Lima, un nuevo álbum compuesto por 12 canciones. El primer corte se titula "La crudita". El material cuenta con la presencia de Karen Pastrana (Actitud María Marta) y Hugo Lobo (Dancing Mood) como invitados. En febrero de 2013 Kapanga presentó el disco en Cosquín Rock 2013, donde se encontraban más de 10 000 espectadores. En enero de 2013 lanzaron el corte "Jefe Max". A fines de año dieron un show a sala llena en Ciudad Cultural Konex y registraron imágenes en video. En mayo de 2014 anuncian el estreno del video de "Fortunata", tercer corte del álbum Lima y la salida del DVD grabado en vivo en el show en el Konex para el mes de agosto.
El siguiente material se grabó en los Estudios Pugliese, pertenecientes a la banda y ubicados en el sur del Gran Buenos Aires. Motormusica se editó en 2015 y fue el noveno disco, primero editado en forma independiente en 20 años de carrera. La producción del material estuvo a cargo de El Chávez y Maikel.
Luego de años de gira ininterrumpida, en el 2020 se toman un tiempo para grabar un single titulado Todavía, que cuenta con la participación del reconocido músico Nahuel Pennisi.

## Discografía
| - 1998 – A 15 cm de la realidad - 1999 – Un asado en Abbey Road - 2000 – Operación rebenque - 2002 – Botanika - 2004 – ¡Esta! - 2007 – Crece - 2009 – Todoterreno (CD + Película) - 2012 – Lima - 2015 – Motormúsica | - 2006 – KapangStock (CD + DVD) - 2014 – ¿Mamá dónde estoy? (CD + DVD) - 2001 – Grandes éxitos - 2010 – Todo es poco |

## Videos oficiales
| Año  | Canción                                | Disco                  |
| ---- | -------------------------------------- | ---------------------- |
| 1998 | El mono relojero                       | A 15 cm de la realidad |
| 1998 | Me mata                                | A 15 cm de la realidad |
| 1998 | Ramón                                  | A 15 cm de la realidad |
| 1999 | Cecator el borracho                    | A 15 cm de la realidad |
| 1999 | Elvis                                  | Un asado en Abbey Road |
| 2000 | Indultados (ft. Andrés Giménez)        | Un asado en Abbey Road |
| 2000 | Quiero llenarte de mí                  | Un asado en Abbey Road |
| 2000 | La momia blanca                        | Un asado en Abbey Road |
| 2000 | Bailarín asesino (ft. Adrián Dárgelos) | Operación Rebenque     |
| 2001 | El universal                           | Operación Rebenque     |
| 2001 | La taberna                             | Operación Rebenque     |
| 2002 | Roban y nadie grita                    | Operación Rebenque     |
| 2002 | En el camino                           | Botanika               |
| 2003 | Bisabuelo                              | Botanika               |
| 2003 | Fumar                                  | Botanika               |
| 2004 | Desearía                               | ¡Esta!                 |
| 2005 | Desesperado                            | ¡Esta!                 |
| 2005 | Postal (ft. Andrés Ciro Martínez)      | ¡Esta!                 |
| 2005 | Rock                                   | ¡Esta!                 |
| 2007 | Un lugar                               | Crece                  |
| 2008 | Contramano                             | Crece                  |
| 2008 | Crece                                  | Crece                  |
| 2008 | Mesa 4                                 | Crece                  |
| 2009 | Una nube                               | Crece                  |
| 2009 | Miro de atrás                          | Todoterreno            |
| 2009 | El albañil                             | Todoterreno            |
| 2009 | Araceli                                | Todoterreno            |
| 2009 | Mío                                    | Todoterreno            |
| 2010 | Ruta                                   | Todoterreno            |
| 2010 | Todoterreno                            | Todoterreno            |
| 2012 | La crudita                             | Lima                   |
| 2013 | Jefe max                               | Lima                   |
| 2013 | No me sueltes (Es posible)             | Lima                   |
| 2014 | Fortunata                              | Lima                   |
| 2015 | Motormúsica                            | Motormúsica            |
| 2016 | Misamigos                              | Motormúsica            |
| 2016 | Descarte                               | Motormúsica            |
| 2020 | Todavía (ft Nahuel Pennisi)            |                        |
| 2025 | El mono relojero (ft Damas Gratis)     |                        |

## Integrantes actuales
- Martín Fabio: Voz.
- Miguel de Luna Campos: Guitarra.
- Javier Manera: Bajo.
- Claudio Maffia: Batería.
- Juani Gorostidi: Teclados.
- Gaston Sloomant: Guitarra